# Mika Häkkinen
Mika Pauli Häkkinen (Vantaa, 28 de setembro de 1968) é um ex-automobilista finlandês.  Conquistou dois títulos mundiais na Fórmula 1, onde teve grande rivalidade com Michael Schumacher.

## Carreira
Iniciou no kart com cinco anos, vencendo sucessivamente os campeonatos regional e nacional antes de se transferir para os carros maiores. Venceu o campeonato de Fórmula 3 inglesa em 1990, despertando o interesse dos dirigentes da Team Lotus.

### Fórmula 1

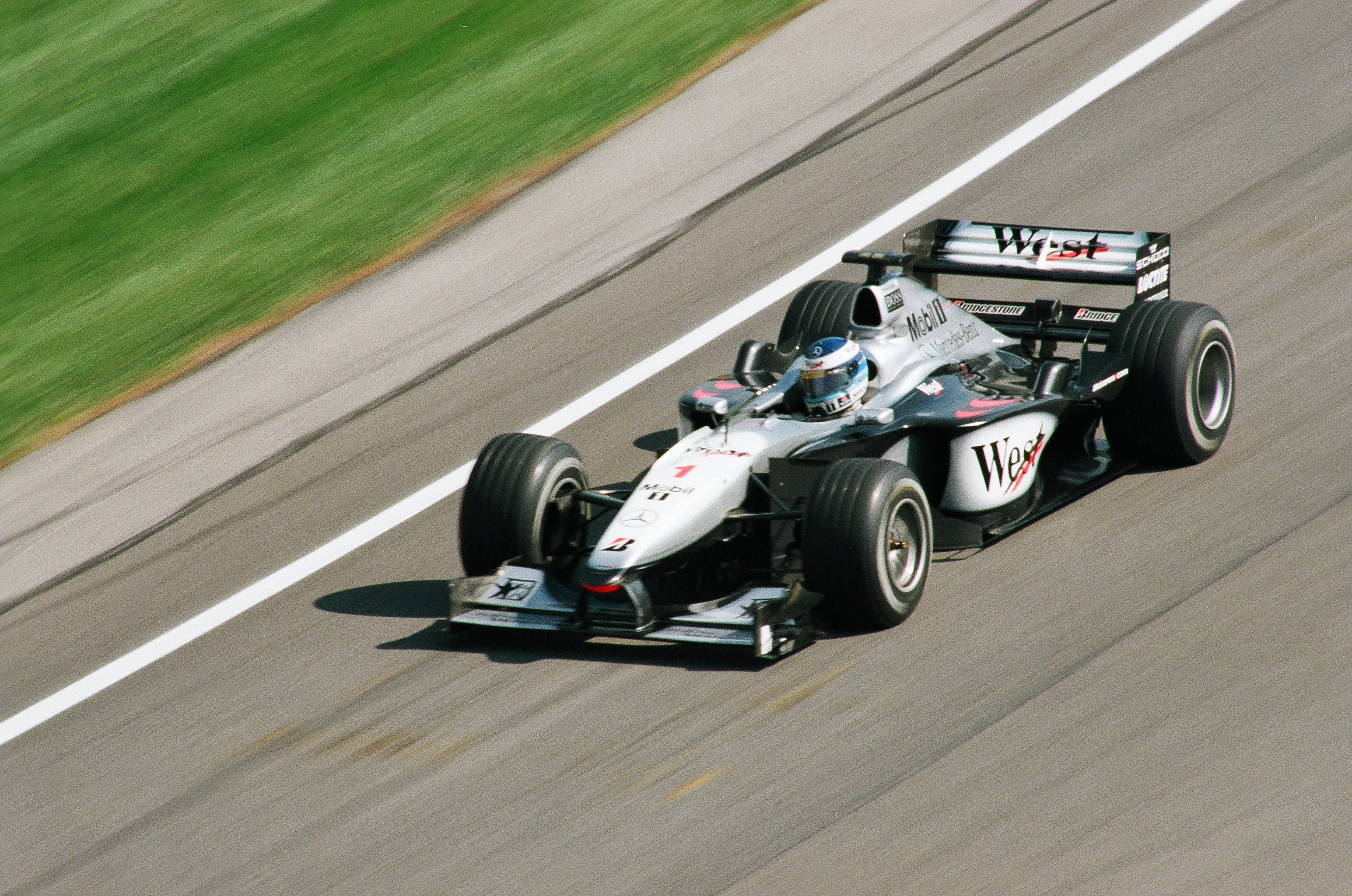
Häkkinen no GP dos Estados Unidos de 2000.

Já em 1991 foi contratado para correr na Fórmula 1 pela equipe Lotus.
Trocou a Lotus pela McLaren em 1993. Após passar por uma sucessão de decepções com a McLaren, conquistou os campeonatos das temporadas de 1998 e 1999. Häkkinen sempre foi um piloto extremamente rápido e em 1995 esteve perto da morte num acidente no Grande Prêmio da Austrália, sendo salvo por uma traqueostomia.
No ano de 2000, porém, o finlandês protagonizou uma das mais belas ultrapassagens da história da Fórmula 1, ocorrida na Bélgica em cima de Michael Schumacher. Com uma bela manobra pela esquerda e aproveitando a presença do retardatário Ricardo Zonta, da BAR, Häkkinen ultrapassou Schumacher com maestria. O piloto alemão ficou tão abismado que Häkkinen teve de explicar-lhe como realizou tal manobra.
Depois de lutar com sua McLaren, com problemas de confiabilidade, contra a Ferrari de Michael Schumacher em 2000 e 2001, Häkkinen, desmotivado, não disputou a temporada de 2002 e anunciou sua aposentadoria permanente durante a temporada.

### DTM

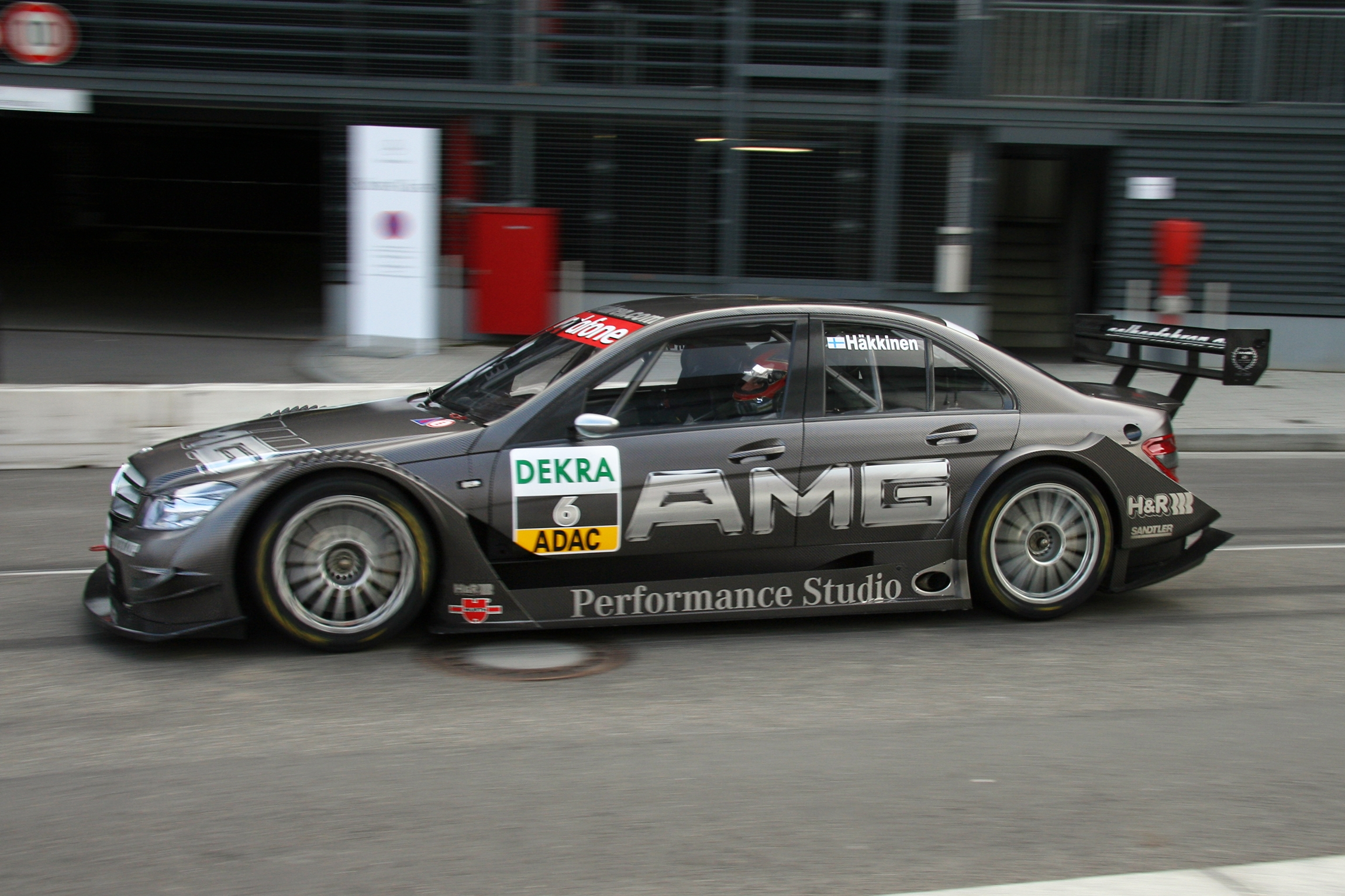
Häkkinen na DTM em 2007.

Em novembro de 2004, foi anunciado que Häkkinen pilotaria pela Mercedes na categoria alemã de turismo (DTM), em 2005, permanecendo até 2007.

### Aposentadoria
Em 2007 Mika anunciou sua aposentadoria das pistas.

## Resultados em competições

### Resultados na Fórmula 1
(legenda) Legenda: (Corrida em negrito indica pole position) e (Corrida em itálico indica volta mais rápida)
| Temporada | Equipe                         | Chassis         | Motor                     | 1       | 2       | 3       | 4       | 5       | 6       | 7       | 8       | 9       | 10      | 11      | 12      | 13      | 14      | 15      | 16      | 17      | Classificação | Pontos |
| --------- | ------------------------------ | --------------- | ------------------------- | ------- | ------- | ------- | ------- | ------- | ------- | ------- | ------- | ------- | ------- | ------- | ------- | ------- | ------- | ------- | ------- | ------- | ------------- | ------ |
| 1991      | Team Lotus                     | Lotus 102B      | Judd EV 3.5 V8            | EUA 13  | BRA 9   | SMR 5   | MON Ret | CAN Ret | MEX 9   | FRA DNQ | GBR 12  | ALE Ret | HUN 14  | BEL Ret | ITA 14  | POR 14  | ESP Ret | JAP Ret | AUS 19  |         | 16º           | 2      |
| 1992      | Team Lotus                     | Lotus 102D      | Ford HB 3.5 V8            | AFS 9   | MEX 6   | BRA 10  | ESP Ret | SMR DNQ |         |         |         |         |         |         |         |         |         |         |         |         | 8º            | 11     |
| 1992      | Team Lotus                     | Lotus 107       | Ford HB 3.5 V8            |         |         |         |         |         | MON Ret | CAN Ret | FRA 4   | GBR 6   | ALE Ret | HUN 4   | BEL 6   | ITA Ret | POR 5   | JAP Ret | AUS 7   |         | 8º            | 11     |
| 1993      | Marlboro McLaren International | McLaren MP4/8   | Ford HBE7 3.5 V8          | AFS     | BRA     | EUR     | SMR     | ESP     | MON     | CAN     | FRA     | GBR     | ALE     | HUN     | BEL     | ITA     | POR Ret | JAP 3   | AUS Ret |         | 15º           | 4      |
| 1994      | Marlboro McLaren Peugeot       | McLaren MP4/9   | Peugeot A6 3.5 V10        | BRA Ret | PAC Ret | SMR 3   | MON Ret | ESP Ret | CAN Ret | FRA Ret | GBR 3   | ALE Ret | HUN     | BEL 2   | ITA 3   | POR 3   | EUR 3   | JAP 7   | AUS 12  |         | 4º            | 26     |
| 1995      | Marlboro McLaren Mercedes      | McLaren MP4/10  | Mercedes FO 110 3.0 V10   | BRA 4   | ARG Ret | SMR 5   | ESP Ret | MON Ret | CAN Ret |         |         |         |         |         |         |         |         |         |         |         | 7º            | 17     |
| 1995      | Marlboro McLaren Mercedes      | McLaren MP4/10B | Mercedes FO 110 3.0 V10   |         |         |         |         |         |         | FRA 7   | GBR Ret | ALE Ret | HUN Ret | BEL Ret | ITA 2   |         |         | PAC Inj | JAP 2   | AUS DNQ | 7º            | 17     |
| 1995      | Marlboro McLaren Mercedes      | McLaren MP4/10C | Mercedes FO 110 3.0 V10   |         |         |         |         |         |         |         |         |         |         |         |         | POR Ret | EUR 8   |         |         |         | 7º            | 17     |
| 1996      | Marlboro McLaren Mercedes      | McLaren MP4/11  | Mercedes FO 110/3 3.0 V10 | AUS 5   | BRA 4   | ARG Ret | EUR 8   | SMR 8   | MON 6   | ESP 5   | CAN 5   | FRA 5   | GBR 3   | ALE Ret | HUN 4   | BEL 3   | ITA 3   | POR Ret | JAP 3   |         | 5º            | 31     |
| 1997      | West McLaren Mercedes          | McLaren MP4/12  | Mercedes FO 110E 3.0 V10  | AUS 3   | BRA 4   | ARG 5   | SMR 6   | MON Ret | ESP 7   | CAN Ret | FRA Ret | GBR Ret | ALE 3   | HUN Ret | BEL DSQ | ITA 9   | AUT Ret | LUX Ret | JAP 4   | EUR 1   | 6º            | 27     |
| 1998      | West McLaren Mercedes          | McLaren MP4/13  | Mercedes FO 110G 3.0 V10  | AUS 1   | BRA 1   | ARG 2   | SMR Ret | ESP 1   | MON 1   | CAN Ret | FRA 3   | GBR 2   | AUT 1   | ALE 1   | HUN 6   | BEL Ret | ITA 4   | LUX 1   | JAP 1   |         | 1º            | 100    |
| 1999      | West McLaren Mercedes          | McLaren MP4/14  | Mercedes FO 110H 3.0 V10  | AUS Ret | BRA 1   | SMR Ret | MON 3   | ESP 1   | CAN 1   | FRA 2   | GBR Ret | AUT 3   | ALE Ret | HUN 1   | BEL 2   | ITA Ret | EUR 5   | MAL 3   | JAP 1   |         | 1º            | 76     |
| 2000      | West McLaren Mercedes          | McLaren MP4/15  | Mercedes FO 110J 3.0 V10  | AUS Ret | BRA Ret | SMR 2   | GBR 2   | ESP 1   | EUR 2   | MON 6   | CAN 4   | FRA 2   | AUT 1   | ALE 2   | HUN 1   | BEL 1   | ITA 2   | EUA Ret | JAP 2   | MAL 4   | 2º            | 89     |
| 2001      | West McLaren Mercedes          | McLaren MP4-16  | Mercedes FO 110K 3.0 V10  | AUS Ret | MAL 6   | BRA Ret | SMR 4   | ESP 9   | AUT Ret | MON Ret | CAN 3   | EUR 6   | FRA DNS | GBR 1   | ALE Ret | HUN 5   | BEL 4   | ITA Ret | EUA 1   | JAP 4   | 5º            | 37     |

### Resultados na DTM
(legenda)
| Temporada | Equipe   | 1      | 2      | 3     | 4      | 5       | 6       | 7      | 8      | 9       | 10      | 11     | Classificação | Pontos |
| --------- | -------- | ------ | ------ | ----- | ------ | ------- | ------- | ------ | ------ | ------- | ------- | ------ | ------------- | ------ |
| 2005      | Mercedes | HOC 8  | EUR 3  | SPA 1 | BRN 13 | OSC Ret | NOR Ret | NÜR 4  | ZAN 12 | EUR 12  | IST 2   | HOC 15 | 5º            | 30     |
| 2006      | Mercedes | HOC 4  | EUR 3  | OSC 9 | BRA 11 | NOR 3   | NÜR 12  | ZAN 11 | CAT 11 | BUG 2   | HOC Ret |        | 6º            | 25     |
| 2007      | Mercedes | HOC 10 | OSC 17 | EUR 1 | BRA 4  | NOR 9   | MUG 1   | ZAN 7  | NÜR 10 | CAT DSQ | HOC 17  |        | 8º            | 22     |